# Voting Rights Act
De Voting Rights Act van 1965 is een mijlpaal in de federale wetgeving in de Verenigde Staten die rassendiscriminatie bij het stemmen verbiedt. De wetgeving kwam tot stand tijdens het hoogtepunt van de activiteiten van de Civil Rights Movement. De wet trad in werking na ondertekening door President Lyndon B. Johnson op 6 augustus 1965, en het Congres veranderde later de VRA vijf keer met amendementen om zijn bescherming uit te breiden. De wet was ontworpen om de stemrechten ook praktisch te garanderen die formeel gewaarborgd werden door het veertiende en vijftiende amendement van de grondwet van de Verenigde Staten. Zo verzekerde de Voting Rights Act het recht om te stemmen voor raciale minderheden in het hele land, vooral in het zuiden. Volgens het United States Department of Justice wordt de wet beschouwd als het meest effectieve stuk federale burgerrechtenwetgeving dat ooit in het land is aangenomen.
De wet bevat tal van bepalingen die de verkiezingen reguleren. De 'algemene bepalingen' van de wet bieden nationale bescherming voor stemrechten. Sectie 2 is een algemene bepaling die elke staat en lokale overheid verbiedt om enige stemwetgeving op te leggen die resulteert in discriminatie van raciale of taalminderheden. Andere algemene bepalingen verbieden taalvaardigheidstesten en soortgelijke procedures die in het verleden werden gebruikt om raciale minderheden te ontmoedigen.
De wet bevat ook "speciale bepalingen" die alleen van toepassing zijn op bepaalde rechtsgebieden. Een belangrijke speciale bepaling is de eis voor voorafgaande toestemming van Sectie 5, die bepaalde rechtsgebieden verbiedt om enige verandering die van invloed is op de stemming te implementeren zonder voorafgaande goedkeuring van de United States Attorney General of de United States District Court for the District of Columbia, die bewaken dat de verandering niet discrimineert tegen beschermde minderheden. Een andere speciale bepaling vereist dat jurisdicties met aanzienlijk taalminderheden tweetalige stembriefjes en ander tweetalig verkiezingsmateriaal verstrekken.
Sectie 5 en de meeste andere speciale bepalingen zijn van toepassing op rechtsgebieden die vallen onder de "dekkingsformule" voorgeschreven in paragraaf 4 (b). De dekkingsformule was oorspronkelijk bedoeld om jurisdicties te omvatten die zich schuldig maakten aan flagrante stemmingsdiscriminatie in 1965, en het Congres werkte deze formule in 1970 en 1975 bij. In Shelby County v. Holder (2013) sloeg het Hooggerechtshof van de Verenigde Staten de dekkingsformule neer als ongrondwettelijk, vanuit de redenering dat het niet langer overeenstemde met de huidige omstandigheden. Het hof heeft afdeling 5 daarbij niet geschrapt, maar zonder een dekkingsformule is afdeling 5 niet-afdwingbaar.
Sinds de uitspraak in 2013 hebben vele staten met een Republikeinse meerderheid hun kieswetten herzien. Volgens de Democraten zijn daarbij opnieuw belemmeringen opgeworpen voor minderheden om van hun stemrecht gebruik te maken.